# Karschia mastigofera
Espèce
Karschia mastigofera est une espèce de solifuges de la famille des Karschiidae.

## Distribution
Cette espèce se rencontre en Azerbaïdjan, en Arménie, en Géorgie et en Turquie.

## Description
Le mâle holotype mesure 19 mm.

## Publication originale
- Birula, 1890 : Zur Kenntnis der russischen  Galeodiden. I-II. Zoologischer Anzeiger, vol. 13, p. 204–209 (texte intégral).